# Gundsølille
Gundsølille er en by på Østsjælland med 247 indbyggere  (2024). Byen er beliggende 1,5 km nord Ågerup og 10 km nordøst for Roskilde. Gundsølille ligger i Kirkerup Sogn i Roskilde Kommune.
I byen findes bl.a. Gundsølille Skytte Gymnastik og Idrætsforening, Gundsølillehallen og Lindebjergskolen.
Sydvest for byen findes dobbeltjættestuen ved Gundsølille.